# 中村幸彦 (化学者)
中村 幸彦（なかむら ゆきひこ、1898年 - 1975年）は、日本の化学者・農学者。農学博士（北海道帝國大學）。専門は、生物化学。北海道大学名誉教授・元北海学園大学教授。市立名寄短期大学元学長。北海道出身。

## 来歴
1922年北海道帝国大学農学部農芸化学科卒。同農学部助手を経て、1926年同農学部助教授（生物化学を担当）。1935年ドイツ・アメリカ合衆国に生物化学研究のため留学。
1942年北海道帝国大学農学部教授。1962年北海道大学停年退官。同名誉教授。北海学園大学教養部教授（物質科学・物質環境科学を担当）。1969年市立名寄短期大学3代学長に就任。1973年市立名寄短期大学学長退任。
1942年 北海道帝国大学より農学博士の学位を取得、論文の題は「澱粉より分離せられる新複糖類及びその構造並びにそれより導かれる澱粉分子の構成に対する考察」。

## 受賞歴
- 勲二等旭日重光章（1970年）

## 主著
- 田所哲太郎と共著『酵素化學總論(酵素化學工業全集 ; 第1巻)』（厚生閣, 1939年）
- A. ベルントゼン原著、安倍愼と共訳『有機化學』（上巻, 明光社, 1944年）